# Élie Gesbert
Élie Gesbert (Saint-Brieuc, 1º luglio 1995) è un ciclista su strada francese, che corre per il team Arkéa-B&B Hotels; è professionista dal 2017.

## Palmarès

### Strada
- 2013 (Juniores)

3ª tappa Corsa della Pace Juniors (Teplice > Terezín)
Classifica generale Ronde des Vallées
Campionati francesi, Prova in linea Junior
Campionati francesi, Prova a cronometro Junior
- 2014 (Pays de Dinan)

Classifica generale Trois Jours de Cherbourg
- 2015 (Pays de Dinan)

3ª tappa Tour de l'Avenir (Bourg-Saint-Maurice > Saint-Michel-de-Maurienne)
- 2016 (Vélo Club de Loudéac)

3ª tappa Ronde de l'Isard d'Ariège (Trie-sur-Baïse > Boulogne-sur-Gesse)
3ª tappa Tour d'Eure-et-Loir (Luisant > Lèves)
3ª tappa Tour Nivernais Morvan (Château-Chinon > Château-Chinon)
4ª tappa Tour Nivernais Morvan (Saint-Firmin > Clamecy)
1ª tappa Tour de la Dordogne (Thiviers > Mensignac)
4ª tappa Tour de la Dordogne (La Jemaye > Vergt)
- 2017 (Fortuneo-Oscaro, due vittorie)

6ª tappa Tour de Bretagne (Montauban-de-Bretagne > Pontivy)
1ª tappa Tour du Limousin (Panazol > Rochechouart)
- 2021 (Team Arkéa-Samsic, una vittoria)

5ª tappa Volta ao Algarve (Albufeira > Alto do Malhão)

#### Altri successi
- 2012 (Juniores)

Classifica scalatori Grand Prix Rüebliland
- 2015 (Pays de Dinan)

Classifica giovani Kreiz Breizh Elites
- 2017 (Fortuneo-Oscaro)

Classifica giovani Tour du Limousin
Classifica giovani Tour du Gévaudan Languedoc-Roussillon
- 2018 (Fortuneo-Samsic)

Classifica giovani Tour du Limousin
- 2019 (Arkéa-Samsic)

Classifica giovani Tour of Oman

## Piazzamenti

### Grandi Giri
- Tour de France

2017: 85º
2018: 86º
2019: 78º
2021: 61º
- Vuelta a España

2022: 41º
2023: 73º
2024: non partito (8ª tappa)

### Classiche monumento
- Liegi-Bastogne-Liegi

2018: 91º
2019: ritirato
2022: ritirato
- Giro di Lombardia

2018: ritirato
2021: ritirato
2022: ritirato

### Competizioni mondiali
- Campionati del mondo su strada

Valkenburg 2012 - Cronometro Junior: 15º
Valkenburg 2012 - In linea Junior: 66º
Toscana 2013 - In linea Junior: 64º
- Campionati del mondo di ciclocross

Louisville 2013 - Juniores: 29º

### Competizioni europee
- Campionati europei su strada

Goes 2012 - In linea Junior: ritirato
Olomouc 2013 - In linea Junior: 2º
- Campionati europei di ciclocross

Ipswich 2012 - Juniores: 17º